# Bormida
Bormida is een gemeente in de Italiaanse provincie Savona (regio Ligurië) en telt 446 inwoners (31-12-2004). De oppervlakte bedraagt 22,4 km², de bevolkingsdichtheid is 21 inwoners per km².

## Demografie
Bormida telt ongeveer 224 huishoudens. Het aantal inwoners daalde in de periode 1991-2001 met 10,3% volgens cijfers uit de tienjaarlijkse volkstellingen van ISTAT.
| Jaar | Inwoneraantal |
| ---- | ------------- |
| 1991 | 505           |
| 2001 | 453           |

## Geografie
Bormida grenst aan de volgende gemeenten: Calice Ligure, Calizzano, Mallare, Osiglia, Pallare, Rialto.
Het ligt in de Bormidavallei en wordt omgeven door de bergtoppen van de Settepani (1386 meter) en de Ronco di Maglio (1108 meter). Het grondgebied bevindt zich op hoogtes tussen de 420 en de 1386 meter.
De afstand tot de provinciehoofdplaats Savona bedraagt 31 kilometer.

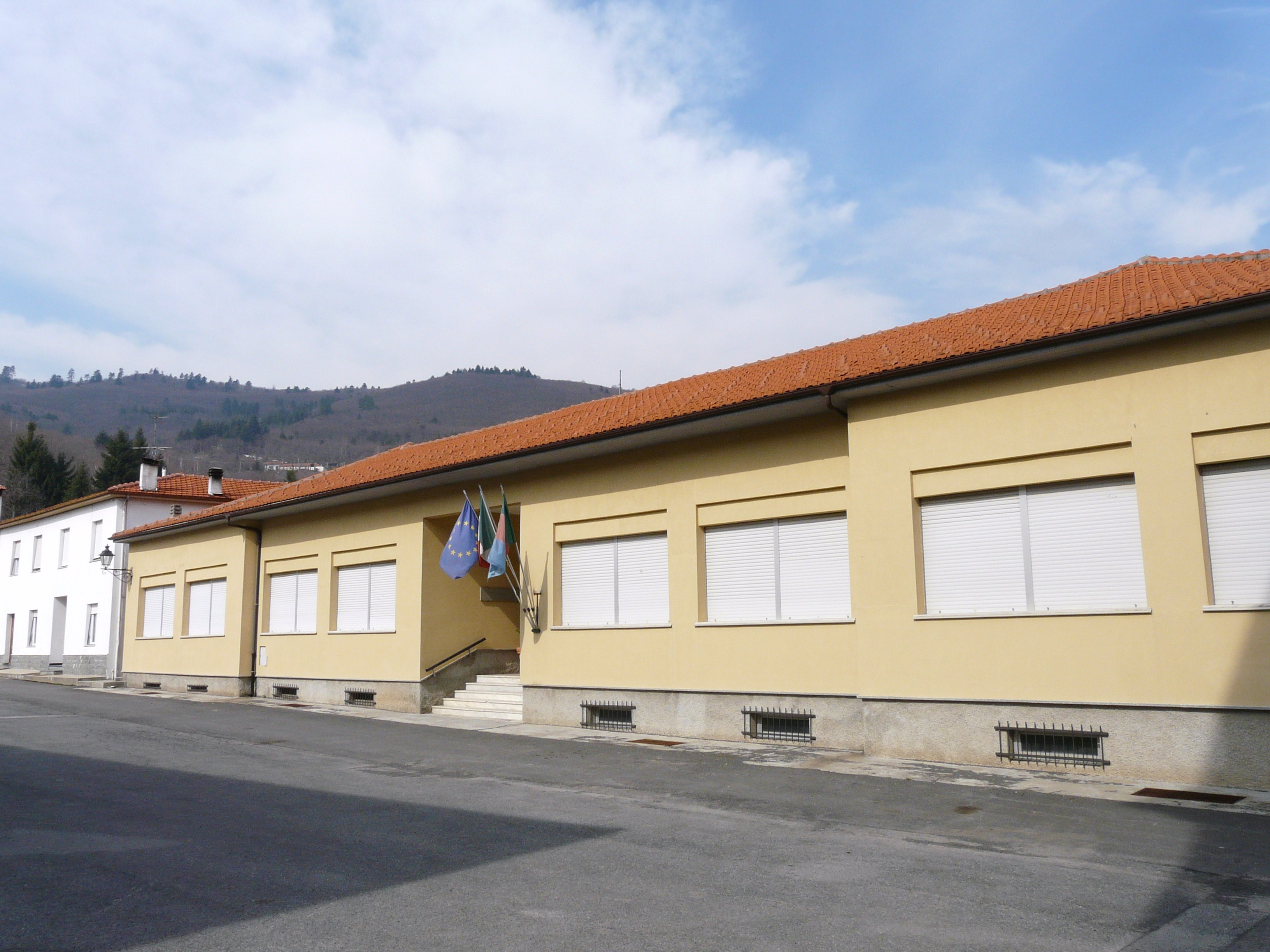
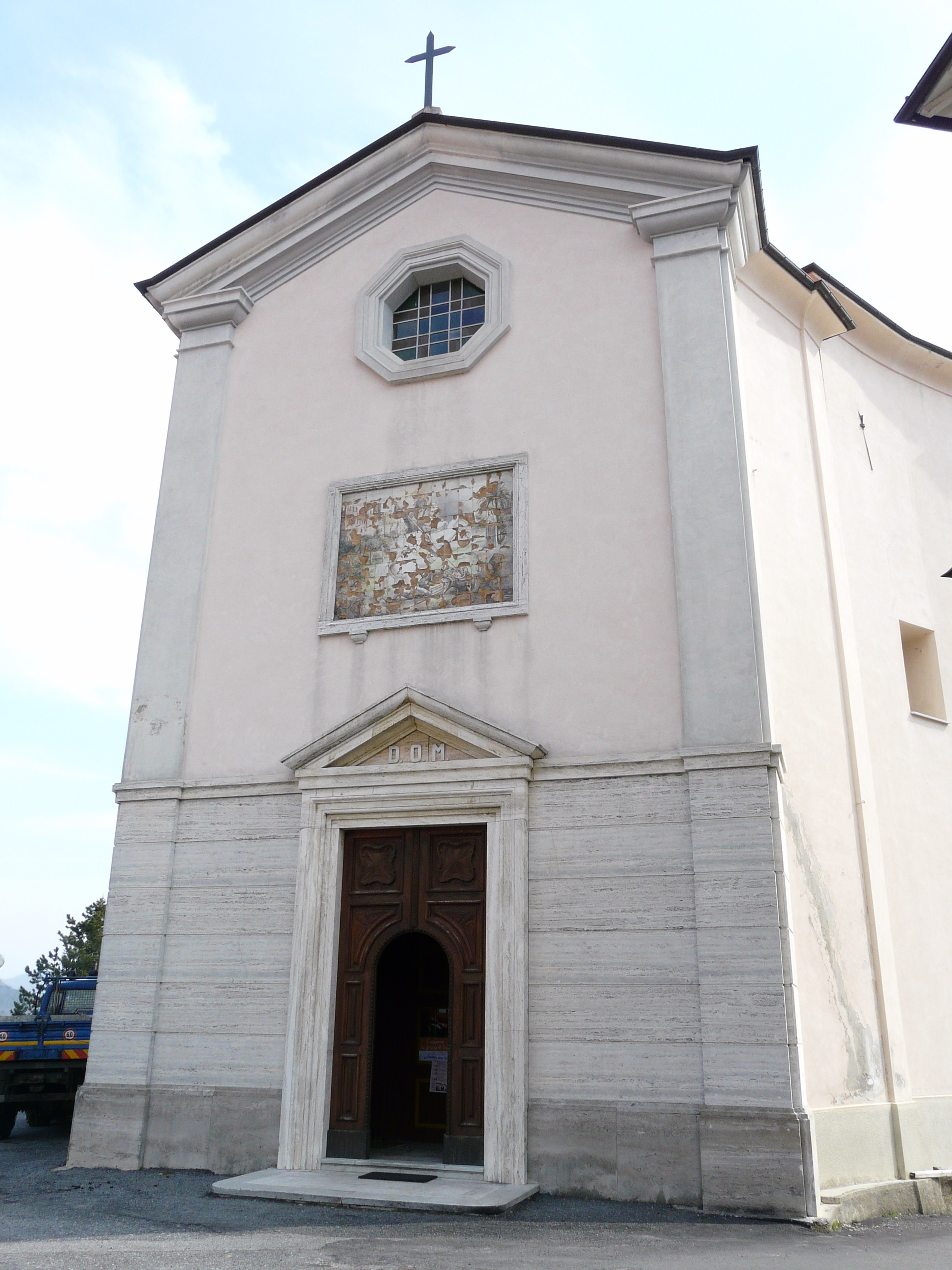
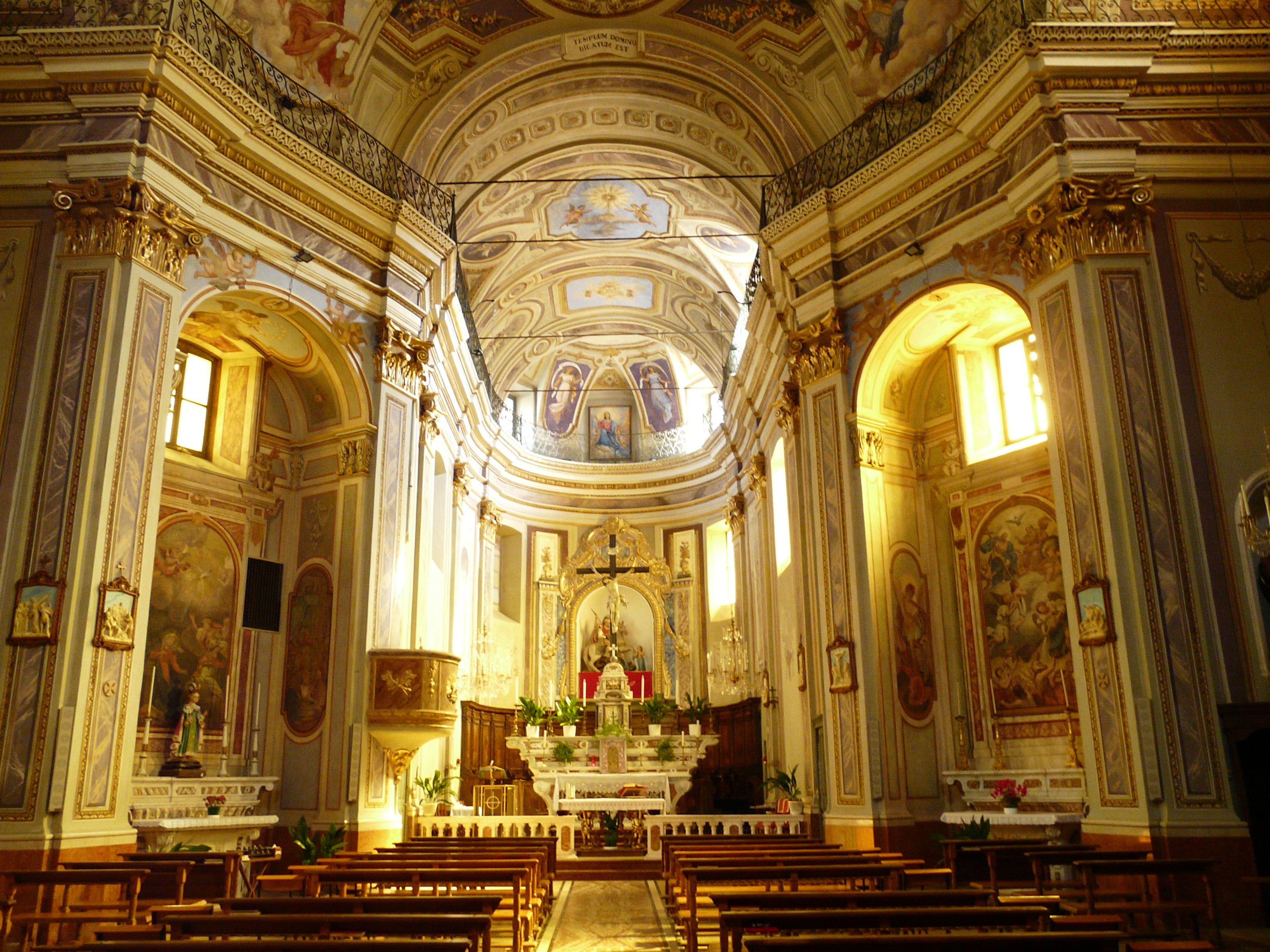

Alassio · Albenga · Albisola Superiore · Albissola Marina · Altare · Andora · Arnasco · Balestrino · Bardineto · Bergeggi · Boissano · Borghetto Santo Spirito · Borgio Verezzi · Bormida · Cairo Montenotte · Calice Ligure · Calizzano · Carcare · Casanova Lerrone · Castelbianco · Castelvecchio di Rocca Barbena · Celle Ligure · Cengio · Ceriale · Cisano sul Neva · Cosseria · Dego · Erli · Finale Ligure · Garlenda · Giustenice · Giusvalla · Laigueglia · Loano · Magliolo · Mallare · Massimino · Millesimo · Mioglia · Murialdo · Nasino · Noli · Onzo · Orco Feglino · Ortovero · Osiglia · Pallare · Piana Crixia · Pietra Ligure · Plodio · Pontinvrea · Quiliano · Rialto · Roccavignale · Sassello · Savona · Spotorno · Stella · Stellanello · Testico · Toirano · Tovo San Giacomo · Urbe · Vado Ligure · Varazze · Vendone · Vezzi Portio · Villanova d'Albenga · Zuccarello
1. ↑  https://demo.istat.it/?l=it.